# J. Peter Robinson
J. Peter Robinson (Fulmer, 16 september 1945) is een Brits componist van voornamelijk filmmuziek.
Robinson studeerde piano en compositie aan de Royal Academy of Music. Hij begon zijn muzikale carrière eind jaren zestig als sessie toetsenist. Hij speelde keyboard in de periode 1969 tot en met 1971 bij de band Quatermass en tussen 1978 en 1980 bij de band Brand X. Ook had hij een samenwerking met artiesten als Phil Collins, Mike Rutherford, Morris Pert, Carly Simon, Bryan Ferry, Stealers Wheel en Andrew Lloyd Webber. Hij arrangeerde ook werk voor Eric Clapton, Al Jarreau en Melissa Etheridge. In 1985 ging Robinson ook solo verder, waarmee hij zijn debuut maakte in film en televisie industrie. Robinson had meerdere malen een samenwerking met filmregisseur Roger Donaldson waaronder de films Cocktail, Cadillac Man, The World's Fastest Indian, The Bank Job en Seeking Justice. Ander werk dat hij heeft gecomponeerd zijn onder meer de films The Believers, Wayne's World en 15 Minutes en voor televisie zeventig afleveringen van de televisieserie Charmed.

## Filmografie
- 1986: The Wraith
- 1987: The Gate
- 1987: The Believers
- 1988: Return of the Living Dead: Part II
- 1988: Cocktail
- 1988: The Kiss
- 1989: Blind Fury
- 1989: The Wizard
- 1990: Cadillac Man
- 1992: Wayne's World
- 1992: Encino Man
- 1994: Wes Craven's New Nightmare
- 1994: Highlander III: The Sorcerer
- 1995: Rumble in the Bronx
- 1995: Vampire in Brooklyn
- 1995: The Outpost
- 1996: Police Story 4: First Strike
- 1997: Mr. Nice Guy
- 1998: Firestorm
- 1999: Detroit Rock City
- 2000: Waterproof
- 2001: 15 Minutes
- 2002: Wishcraft
- 2002: A Call for Help
- 2002: Beeper
- 2005: The World's Fastest Indian
- 2006: Quinceañera
- 2007: Shelter
- 2008: The Bank Job
- 2011: Blue Crush 2
- 2011: Seeking Justice
- 2016: Heaven's Floor
- 2017: Mad Families

## Overige producties

### Televisiefilms
- 1986: Kate's Secret
- 1987: J. Edgar Hoover
- 1987: Bates Motel
- 1988: Desert Rats
- 1989: The Gifted One
- 1990: When You Remember Me
- 1991: Prison Stories: Women on the Inside (segment "1")
- 1991: Deadly Intentions... Again?
- 1991: Hell Hath No Fury
- 1991: Lightning Field
- 1992: Are You Lonesome Tonight
- 1992: With a Vengeance
- 1992: The President's Child
- 1993: The Day My Parents Ran Away
- 1993: Laurel Canyon
- 1995: The Omen
- 1996: Generation X
- 1996: Buried Secrets
- 1997: Runaway Car
- 1998: Garantua
- 1998: Brink!
- 1998: Don't Look Down
- 2000: The Linda McCartney Story
- 2001: Destiny
- 2001: Black River
- 2001: WW 3
- 2003: Code 11-14
- 2004: Identity Theft: The Michelle Brown Story
- 2005: 12 Days of Terror
- 2008: SIS

### Televisieseries
- 1987: Rags to Riches
- 1990: The Wonder Years (1990 - 1991)
- 1990: Tales from the Crypt (1990 - 1996)
- 1991: Eerie, Indiana (1991 - 1992)
- 1992: Nightmare Cafe
- 1995: The Outer Limits (1995 - 1999)
- 1996: Kindred: The Embraced
- 1999: Spawn
- 1999: Charmed (1999 - 2006)
- 2003: The Handler (2003 - 2004)
- 2009: Deadliest Catch (2009 - 2010)
- 2013: Airplane Repo
- 2013: Cleaners (2013 - 2014)

### Documentaires
- 2016: Political Animals